# Antonov An-74
Dimensions
L'Antonov An-74 (Code OTAN : Coaler-B) est un avion cargo d'origine soviétique, il est dérivé de l'An-72. Il est conçu pour opérer par tous temps et est équipé pour assister les expéditions arctiques.

## Description
Comme l'An-72 dont il est dérivé, l'An-74 est un biréacteur à ailes hautes. Ses réacteurs sont positionnés de telle façon que les flux de gaz sortant des réacteurs soufflent l'extrados des ailes lui conférant ainsi plus de portance et lui permettant d'effectuer des décollages et atterrissages courts. Il possède lui aussi une porte cargo à l'arrière du fuselage.
Par contre, par rapport à l'An-72, ses entrées d'air de réacteur, ses ailes et son empennage sont équipés de systèmes de dégivrage. De plus il est équipé d'une vitre bombée de part et d'autre du cockpit pour permettre l'observation.
Sa charge utile normale est constituée de 10 passagers et de 7 500 kg de fret.
Fin 1995, plus de 160 An-72 et An-74 avaient été livrés dont la plupart militaires.

## Variantes
- An-74 : Version standard ;
- An-74-200 : Version cargo uniquement dotée d'une charge utile de 10 t ;
- An-74 Salon : Version destinée au transport VIP de 10 à 16 passagers ;
- An-74T-200 : Version cargo d'une capacité de 10 t ;
- An-74TK-200 : Version convertible pouvant emporter 52 passagers ;
- An-74T-100 : Version cargo dotée d'un équipage de 4 hommes ;
- An-74TK-100 : Version convertible dotée d'un équipage de 4 hommes.
- An-174 : Projet d'une version agrandie, les réacteurs passant sous la voilure. Rebaptisé An-148

## Utilisateurs
Utilisateur militaires
- Ukraine : 26 appareils
- Russie : 20 appareils
- Égypte : 9 appareils An-74TK (+4 en commande)
- Iran : 4 appareils
- Kazakhstan

## Sources
- Pierre Gaillard, Avions et hélicoptères militaires d'aujourd'hui, Clichy, Éditions Larivière, coll. « DOCAVIA », 1999, 304 p. (ISBN 978-2-907051-24-8, BNF 37045558)
- AN-74T-200A INFO
- AN-74TK-300D INFO

### Développement lié
- Boeing YC-14

### Ordre de désignation
An-70 - An-71 - An-72 - An-74

### Variantes
- Antonov An-71
- Antonov An-72